# ガラスの靴 (2002年のテレビドラマ)
『ガラスの靴』（ガラスのくつ）は、SBSで2002年3月2日から同年7月28日まで毎週土曜日・日曜日に放送された連続テレビドラマ。韓国ドラマの重要なテーマである「離散家庭」「交通事故」「記憶喪失」「難病」などのキーワードが充実した作品で、ベトナムを始めとしてアジア諸国でかなりの高視聴率をあげた。全40話。

## あらすじ
テヒは父と、母が自分の命と引き換えに産んだ妹ユニと、貧しいながらも幸せに暮らしていたが、その父も交通事故で他界、父を結婚に反対して勘当した祖父の元に身を寄せることになった。ところがその道中、テヒが少し目を離していた隙にユニも交通事故に遭い、行方知らずとなる。

## キャスト

### メインキャラクター
キム・テヒ
演　- キム･ジホ
- 母亡き後は母親代わりに父と妹の面倒を見るしっかりした性格。ゆえに気丈だが、深層の部分では父の死や妹の行方不明などで心の傷を持ち、弱さも持っている。

キム・ユニ（イ･ソヌ）
演 - キム・ヒョンジュ
- テヒの妹。交通事故で記憶喪失になり、母の形見に刻まれていた母の名前で、スンヒ母子にこき使われながらも、たくましくチョンソン食堂を切り盛りしていく。

チャン・ジェヒョク
演 - ハン･ジェソク
- 幼少の頃にテヒ父子と出会う。祖父と父を失い、天涯孤独の身になった。ある復讐を胸に秘め、テヒに近づく。

パク・チョルン
演 - ソ・ジソブ
- ソヌ（ユニ）が切り盛りするチョンソン食堂の隣のククス店の息子。定職に就かず喧嘩三昧の日々だが、義侠心の強い一匹狼の性格。ソヌ（ユニ）を愛する。

ウ・スンヒ
演 - キム･ミンソン
- 交通事故で記憶をなくしたソヌ（ユニ）と一緒に育てられるが、ソヌ（ユニ）を嫌い、我儘でひねくれた性格。チョルンを愛するが相手にされない。とあるきっかけでソヌ（ユニ）が大財閥の令嬢と知り、ユニに成りすます。

### キム家の人々
キム・ピルジョン
演 - ペク・イルソプ
- チェハグループ会長で、テヒ姉妹やソジュンの祖父。息子ヒョンホの結婚に反対して親子の縁を切り、その後も冷たく突き放した。しかし息子の死後に後悔し、更に妹も行方不明になったテヒを不憫に思い、引き取る。

キム・ヒョンホ
演 - ハ・ジェヨン
- テヒ姉妹の父親で、困っている人を放っておけない優しい性格。自分が不治の病にかかり、実父に娘達を託そうとするが断られる。その帰り道に交通事故に遭い、死亡する。

キム･ヒンジャ　
演　- キム・チョン
- ヒョンホの妹だが、性格は兄と対照的で派手好きで我儘。出戻りで、自分の息子をチェハグループの後継者にしようと野心を抱く。それゆえにテヒを邪魔者扱いしてつらくあたる。

キム・ソジュン
演 - キム・チュンニョル
- ヒンジャの息子。母と違いグループの後継に興味なく、祖父から譲り受けたレストランを経営している。母と従姉テヒの対立にも常に中立の立場を取る。

### パク家の人々
キル・ヨオク
演 - キム・ボギ
- チョルンの祖母でククス店を経営する。チョンソン食堂を切り盛りするソヌ（ユニ）に非常に好感を持ち、本当の孫のように優しく接する。

パク・ギジュン
演 - ヒョン・ソク
- ヨオクの息子でチョルンの父。テヒの祖父のキム会長の運転手。家族思いで酒も飲まぬ、真面目で誠実な性格。

パク･ヨヌン
演 - キム・ジョンファ
- チョルンの妹で勝気な働き者。祖母同様ソヌ（ユニ）を気に入り、彼女を愛する兄を応援する。

### その他の人々
オ・サンデク
演 - ソン・オクスク
- スンヒの母。クッパ店のチョンソン食堂の店主だがソヌ（ユニ）に切り盛りさせ、こき使う反面、実の娘は甘やかす。他力本願で文句ばかりいう性格。

ファン・グッド
演 - イ・ヒド
- サンデクの内縁の夫で、ユニを交通事故に巻き込んだ張本人である。働かずにギャンブルばかりし、ヒモにしているサンデクの娘スンヒからも嫌われている。

イ・インス
演 - イ・ギヨン
- チンピラだった青年時代からテヒやジェヒョクとは顔なじみである。腕力は強いが冷静で義理堅い性格。一匹狼のチョルンを気に入り、仲間に入れようとする。